# Марі Пахлер
Марія Леопольдіна Пахлер-Кошак, відома як Марі Пахлер або Марія Пахлер (нім. Marie Leopoldine Pachler-Koschak; (2 лютого 1794 , Грац  — 10 квітня 1855 , Грац ) — австрійська піаністка, композиторка і господиня світського салону. Вона була прихильницею Людвіга ван Бетховена та подругою Франца Шуберта .

## Біографія
Уроджена Марія Леопольдіна Кошак народилася 2 лютого 1794 року в Граці, Австрія. Її батько, Альдобранд Кошак, був адвокатом словенського походження, а її мати, Тереза, походила з родини торговців з Відня. Батьки рано помітили і заохочували музичний талант дочки, і зуміли дати їй гарне музичне і загальну освіту. Її вчителями були Генріх Гугель і Юліус Франц Боргіас Шнеллер. Сучасники вважали Марію Кошак музичним вундеркіндом. Уже в дитячому віці вона давала концерти, які організовував її батько, а в дев'ять років представила публіці перші власні музичні твори.
12 травня 1816 року Марія Кошак вийшла заміж за Карла Пахлера, адвоката і власника пивоварні в Граці. У 1817 році вона познайомилася з Людвігом ван Бетховеном, який оцінив її музичний талант, і з яким вона пізніше вела листування. У 1820-ті роки Пахлери володіли в Граці світським салоном, гостями якого були Антон Хальм, Ансельм Хюттенбреннер, Карл Готфрід фон Лейтнер [de], Антон фон Прокеш-Остен, Юліус Франц Боргіас Шнеллер, Юлі Глей, Карл Реттіх і Франц Шуберт. Разом з Шубертом Пахлер виступала на благодійному концерті, який був організований «музичною Асоціацією Граца». Салон Пахлеров вважався в ті роки одним з головних центрів культурного і суспільного життя міста.
У 1835 році Пахлер разом з чоловіком усиновила Фрідріха Кальтенеггера фон Рідхорста (1820–1892), який в подальшому зробив кар'єру державного діяча, і якого вона виховувала разом зі своїм рідним сином — Фаустом Пахлером (1819–1891), майбутнім письменником і поетом.
Вона померла в Граці 10 квітня 1855 року.

## Почесті і пам'ять
Пахлер була почесним членом музичного товариства Штайєрмарка, а з 15 жовтня 1817 року — почесним членом філармонічного товариства Любляни. У Граці на її честь названо вулицю («Pachlerweg»).